# 華愛 (正德進士)
華愛（1491年—1533年），榜名吕爱，字仁卿，號石窗，浙江宁波府鄞縣人，明朝政治人物，正德甲戌進士。

## 生平
正德八年（1513年）癸酉科浙江乡试舉人，正德九年（1514年）联捷甲戌科二甲第十六名進士，授南京刑部主事，历南京兵部郎中，出守桂林府，所至皆有政绩。进京入覲後，復除原职，華愛不想再往桂林當官，因迁延日久被弹劾革职。他精于书法，尤工行草，为诗有王维之风。